# Batista (tejido)

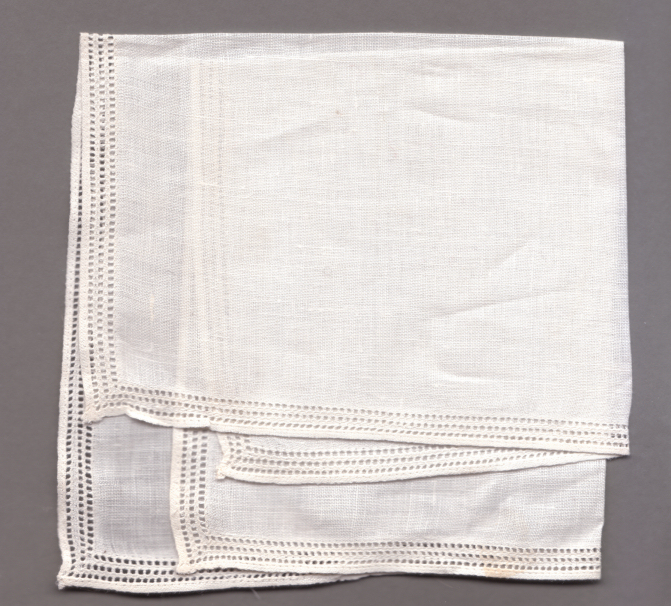
Pañuelo de batista ribeteado con vainicas.

La batista (del francés batiste), llamada también linón o hilo de lino, es una tela fina de lino o algodón de urdimbre firme obtenida por un proceso de calandrado, con una superficie ligeramente satinada. Se trata de un tejido, con ligamento tafetán, muy ligero, algo transparente y de superficie suave.

## Etimología
El origen del nombre estaba tradicionalmente asociado a un tejedor francés, Baptiste Cambray, de principios del siglo XIII que producía una tela muy fina —aunque el uso del lino para tejer data del Neolítico—. En inglés esta tela se conoce como cambric por la zona de Cambray donde se asentaba Baptiste Cambray. Sin embargo, otras fuentes niegan que haya fundamento histórico para estas afirmaciones.

## Fabricación
La batista moderna se fabrica con algodones egipcios o americanos y en ocasiones con lino, al que también se añaden fibras artificiales o sintéticas. El factor principal para producir esta tela suave y ligera es el calibre de la fibra, resultante de un hilado en torsión regular. La mercerización mejora el lustre y la resistencia del tejido. Si los hilos son de lino, la superficie es rugosa y el tacto es algo más áspero que el algodón. Los hilos de poliéster conforman una batista con mucha caída. Naturalmente, se emplean mezclas de hilos de poliéster con lino o algodón para conseguir tejidos que no se arruguen, aunque con tendencia al frisado. 
Se emplea principalmente en la confección de ropas finas (camisas, pañuelos, etc.), lencería y bordados. Puede ser liso o estampado. En prendas sueltas mantiene la forma; no se recomienda para prendas ajustadas ya que se trata de un tejido débil y las costuras tienden a desgarrarse.